# المؤسسة القومية لتنمية الأسرة والمجتمع (مصر)
المؤسسة القومية لتنمية الأسرة والمجتمع هي مؤسسة حكومية اجتماعية تابعة لوزارة التضامن الاجتماعي في مصر تقدم مظلة الرعاية والخدمات الاجتماعية المتكاملة وتوفير قروض للجمعيات والمؤسسات الأهلية بفائدة تصل إلى 8% بشروط، وتعمل المؤسسة القومية لتنمية الاسرة والمجتمع بالعديد من ميادين التنمية مثل إعداد الاسر المنتجة وتحويل الفئات المستحقة للمساعدات إلى فئات منتجة، وتقوم بإعطاء منح لمشروعات اجتماعية مثل تطوير وتنمية قرية واحدة منتج واحد لتطوير عدد من الحرف اليدوية التراثية.

## المدير التنفيذي للمؤسسة
- اللواء/ عبد الحكيم حمودة